# Giovanni Battista Podestà (linguiste)
Giovanni Battista Podestà, né à Fažana, dans l’Istrie, en 1625 et mort à Vienne en 1698, est un orientaliste et diplomate italien.

## Biographie
Giovanni Battista Podestà naquit à Fažana, dans l’Istrie, avant le milieu du 17e siècle ; après avoir étudié quelque temps les langues orientales à Rome, sous le savant Louis Marracci, il fut envoyé à Constantinople pour s’y perfectionner dans la connaissance de ces langues, et fut nommé à son retour, par l’empereur Léopold Ier, son secrétaire interprète pour les langues orientales, et professeur d’arabe à l’Université de Vienne, en 1674. Il mourut a Vienne en 1698.

## Œuvres
Il nous reste de lui plusieurs ouvrages, qui furent attaqués dans le temps avec une grande violence par François Mesgnien. On peut voir, à la tête du premier volume de la nouvelle édition du Thesaurus linguarum orientalium de Mesgnien, la liste des ouvrages de Podestà, et des pamphlets que publia Mesgnien pour les combattre. Le plus ancien est daté de 1669. Dans ce volume, ainsi que dans le second, qui est de 1671, l’auteur écrivit à la main les passages des auteurs orientaux qu’il cite, faute de caractères orientaux à son usage. Nous n’indiquerons que le plus considérable, qui est en 3 volumes in-4°, avec ce titre : Cursus grammaticalis linguarum orientalium, arabicæ scilicet, persicæ et turcicæ. Chaque volume comprend une langue. Cet ouvrage est très-rare et peu connu. Le tome 1er, publié en 1687, renfermant une grammaire arabe, rédigée sur le plan de la grammaire latine du P. Manuel Álvares, alors la plus répandue en Hongrie : ce volume est de plus de huit cents pages. Le second est daté de l’an 1691 et contient plus de mille pages. L’auteur a placé en tête une très-longue préface. Il y a même joint quelques planches où l’on a représenté la manière dont les députations autrichiennes se présentent à l’audience des sultans ottomans, une manière particulière d’éclairer les mosquées, etc. Ce volume est terminé par un vocabulaire des infinitifs persans. Le troisième, et le plus rare de tous, parut en 1703. La grammaire turque forme à elle seule treize cent trente-huit pages. On y trouve de plus : 1° une table par ordre de matières des trois volumes ; 2° les fables de Luqman, en arabe, telles qu’elles avaient été publiées par Erpenius et accompagnées d’une traduction persane et d’une version turque. Il paraît que, pendant son séjour à Constantinople, ou dans ses voyages (car le titre de chevalier du Saint-Sépulcre, qu’il prend quelquefois, semble supposer qu’il avait été au moins jusqu’à la terre sainte), Podestà s’était informé des langues usitées chez les divers peuples d’origine tartare, du moins Leibniz le regardait comme l’homme d’Europe le plus capable de donner à ce sujet des renseignements détaillés : il le consulta plusieurs fois là-dessus ; et ses questions, avec les réponses de Podestà, ont été recueillies dans les œuvres de ce philosophe (édit. de Dutens, t. 6, p. 228- 231) ; et Pougens les a publiées en français, dans son Essai sur les antiquités du Nord, 2e édition, p. 70-73. On a encore de lui la traduction d’une chronique turque, publiée à Nuremberg, 1672, in-8°, sous ce titre : Turcicæ chronicæ pars prima, continens originem ottomanicæ stirpis, undecimque ejusdem imperatorum gesta juxta traditionem Turcarum.